# Wspólnota administracyjna Hohe Rhön
Wspólnota administracyjna Hohe Rhön (niem. Verwaltungsgemeinschaft Hohe Rhön) – wspólnota administracyjna w Niemczech, w kraju związkowym Turyngia, w powiecie Schmalkalden-Meiningen. Siedziba wspólnoty znajduje się w mieście Kaltennordheim. Do 31 grudnia 2018 siedziba wspólnoty znajdowała się w miejscowości Kaltensundheim. Powstała 18 czerwca 1992.
Wspólnota administracyjna zrzesza pięć gmin, w tym jedną gminę miejska (Stadt) oraz cztery gminy wiejskie (Gemeinde): 
1. Birx
2. Erbenhausen
3. Frankenheim/Rhön
4. Kaltennordheim, miasto
5. Oberweid

1 stycznia 2019 do wspólnoty przyłączono miasto Kaltennordheim z powiatu Wartburg. Do Kaltennordheimu przyłączono zaś gminy wspólnoty: Aschenhausen, Kaltensundheim, Kaltenwestheim, Melpers, Oberkatz oraz Unterweid. Stały się one automatycznie jego dzielnicami.